# Dengfeng
Dengféng (xinès: 登封, pinyin: Dēngfēng; pinyin postal: Tengfeng) és una ciutat comtat a Zhengzhou, província de Henan, a la Xina. En l'antiguitat se la coneixia com a Yangcheng (xinès tradicional: 陽城, xinès simplificat: 阳城, pinyin: Yángchéng).

## Situació
Dengfeng cobreix una àrea de 1.220 km² i té una població de 630.000 habitants.
A la província de Henan, prop de la ciutat de Dengfeng, s'alça a 1.500 metres d'altura la muntanya Songshang, considerada la més sagrada de la Xina. Als seus peus s'estenen, disseminats en una superfície de 40 km², vuit conjunts d'edificacions que comprenen: les tres portes Que Han, vestigis dels edificis religiosos més antics de l'estat xinès, diversos temples, la plataforma del rellotge de sol de Zhougong i l'observatori de Dengfeng. Aquestes edificacions, construïdes al llarg de nou dinasties, expressen de diferents maneres la percepció del centre del cel i de la terra, i també el poder de la muntanya com a centre de devoció religiosa. Això va donar lloc a l'expressió poètica derivada de la literatura xinesa de ser el "centre del cel i de la terra" de l'espiritualitat.

## Història
La primera capital de la dinastia Xia, Yangcheng, va ser construïda a l'oest del municipi de Gaocheng, a la riba del riu Yin i sota la sagrada muntanya Song.
El famós monestir Shaolin, origen tradicional del Zen, es troba a Dengfeng.

## Llocs d'interès
Els monuments històrics de Dengfeng constitueixen alguns dels millors exemples d'edificis antics dedicats a activitats de caràcter ritual, científic, tecnològic i educatiu.
L'any 2010 la Unesco va inscriure molts dels llocs més famosos de Dengfeng en la seva llista de Patrimoni de la Humanitat amb el nom de Monuments històrics de Dengfeng a la "Ciutat del cel i de la terra". El lloc nomenat com Patrimoni de la Humanitat inclou diverses portes històriques, temples (incloent el temple de Shaolin), una acadèmia confuciana i l'observatori de Gaocheng:
- Observatori de Gaocheng
- Temple Huishan
- Portes de Qimu Que
- Monestir Shaolin i el seu bosc de pagodes
- Portes Shaoshi Que
- Acadèmia Songyang
- Pagoda de Songyue
- Portes Taishi Que
- Temple Zhongyue

## Galeria d'imatges

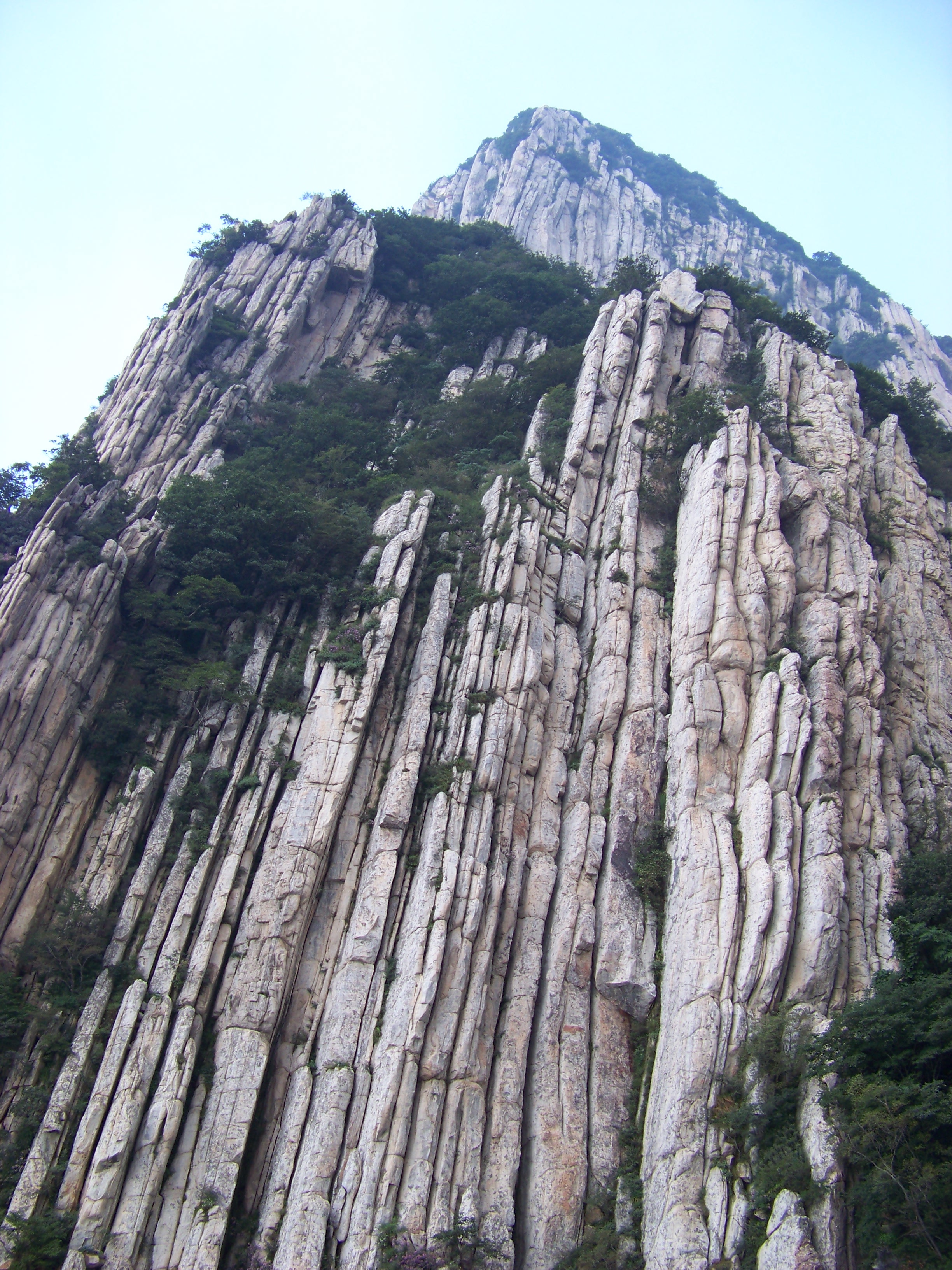
Mont Shaoshi
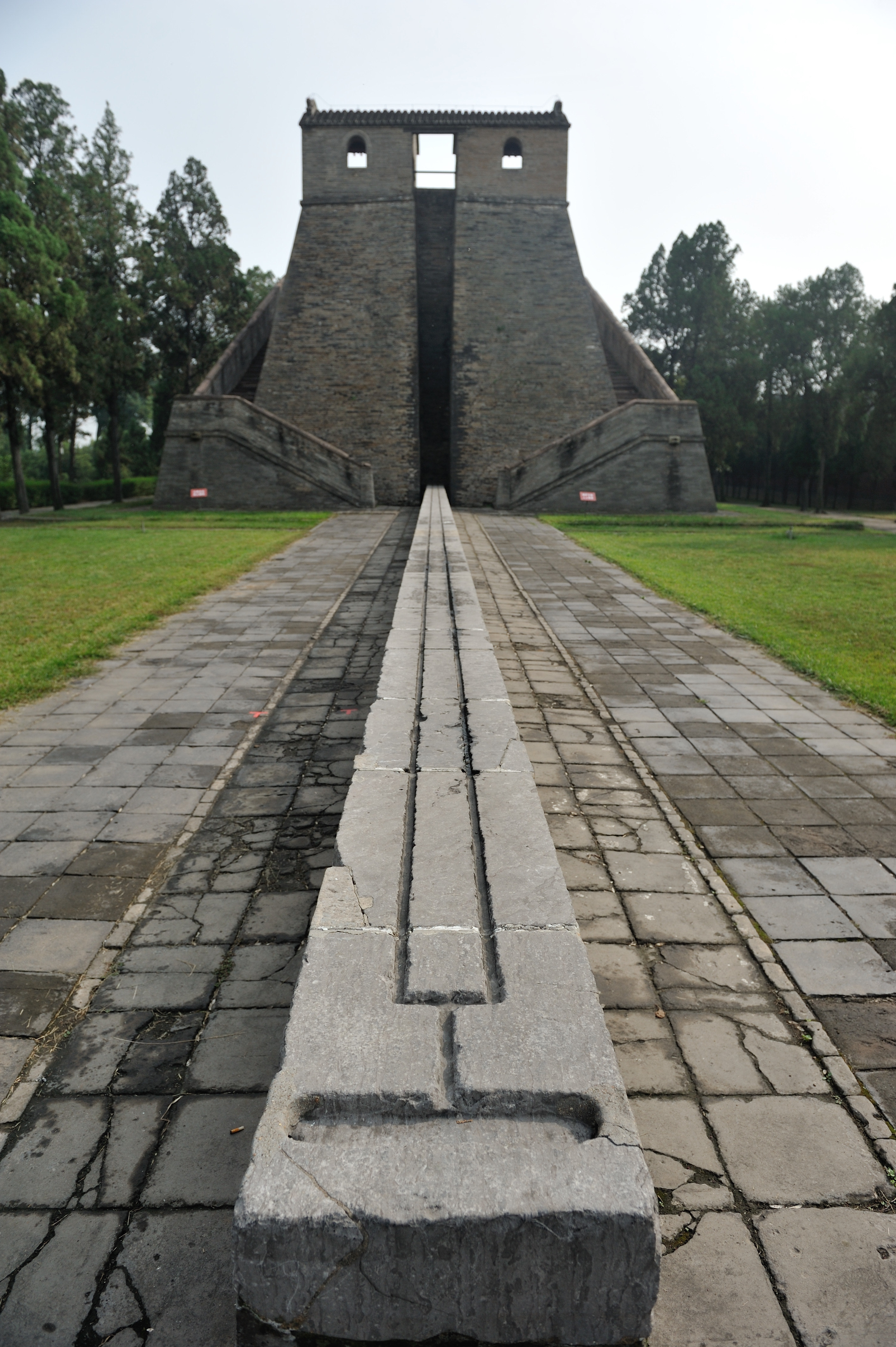
Observatori de Gaocheng
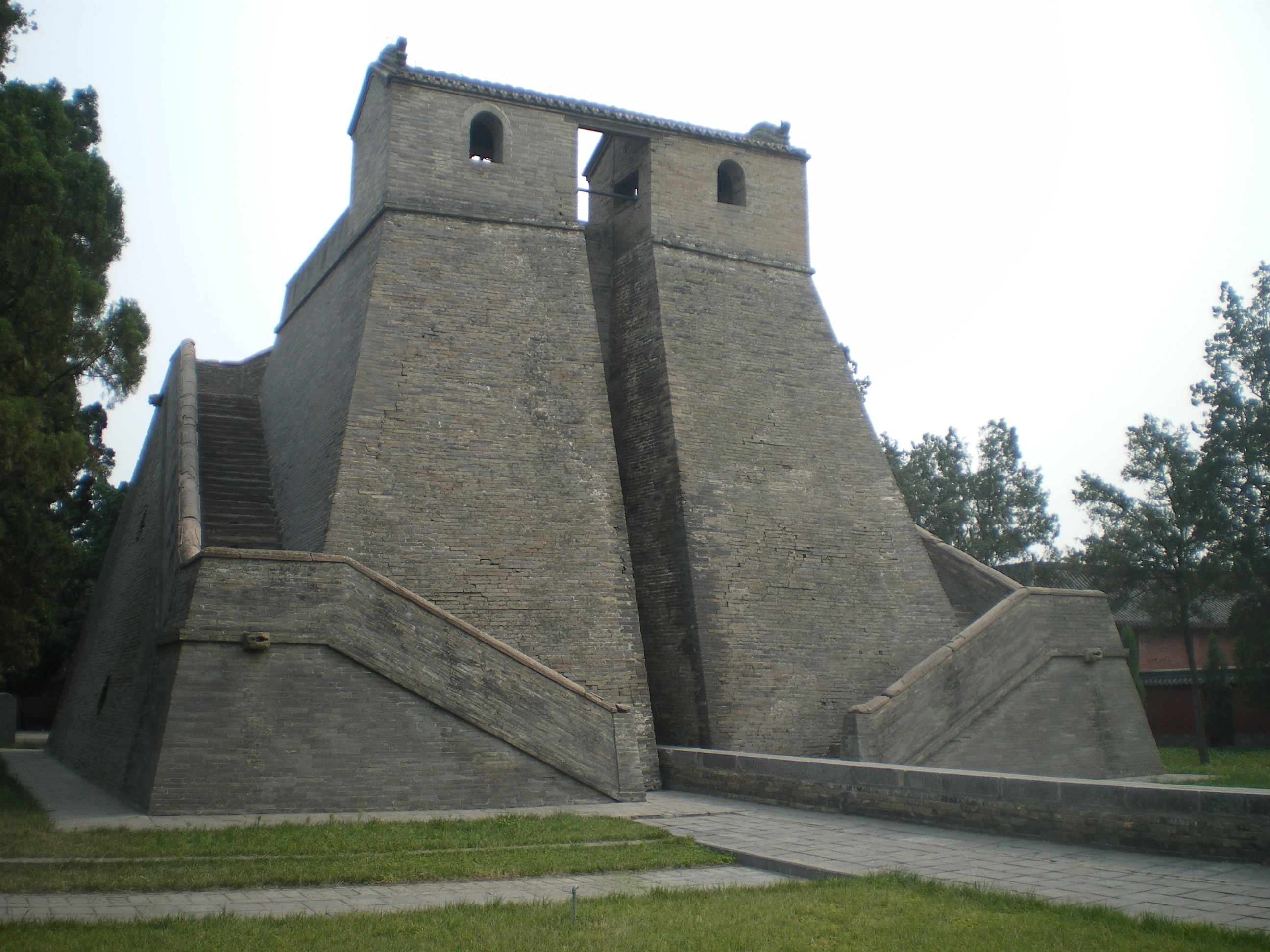
Observatori
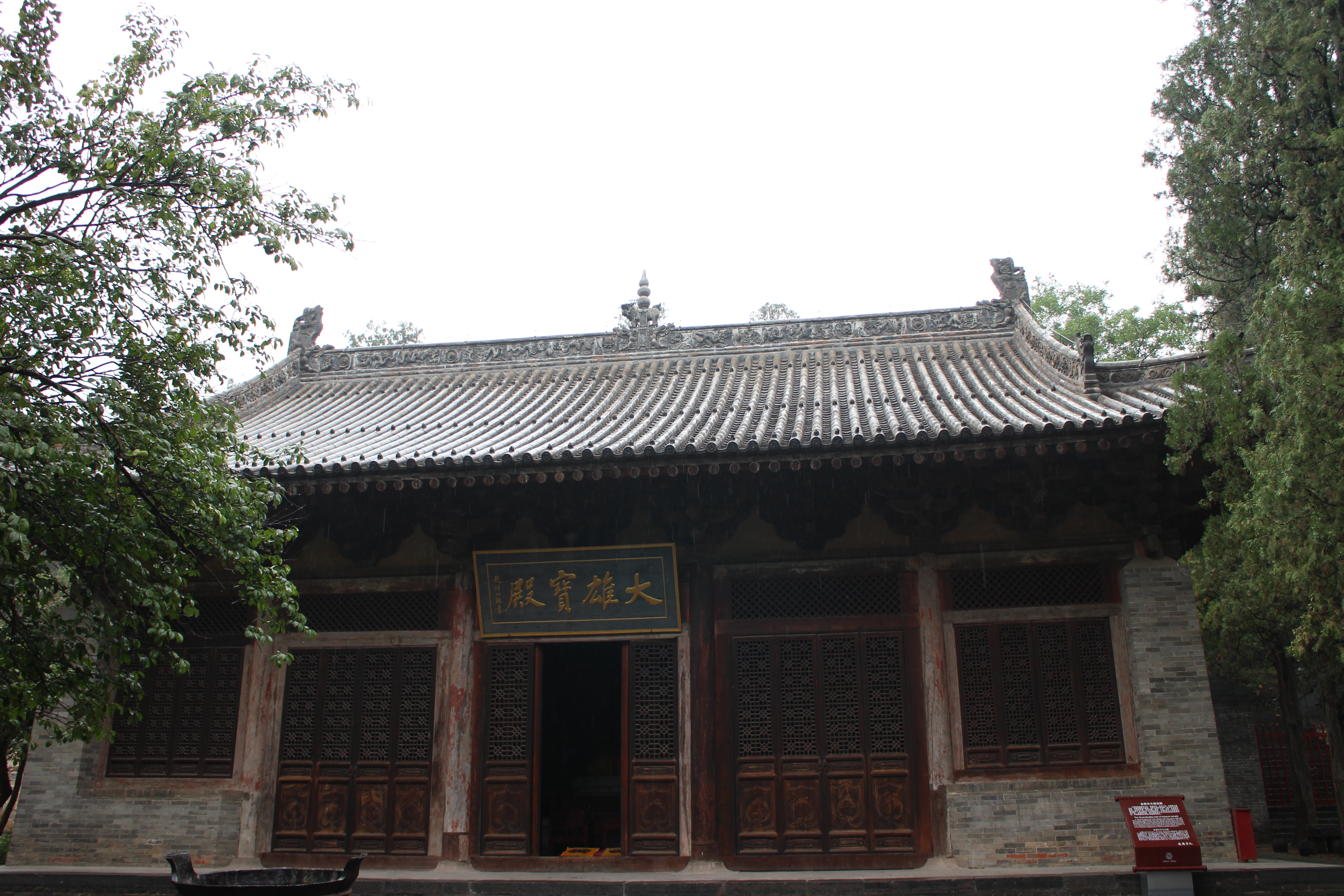
Temple Huishan
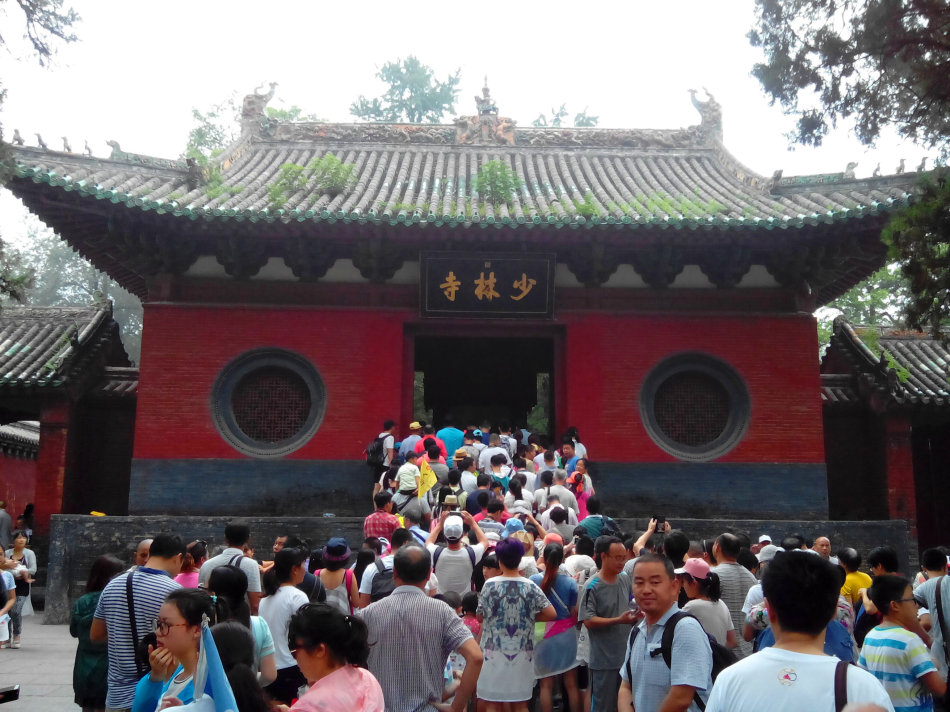
Temple Shaolin
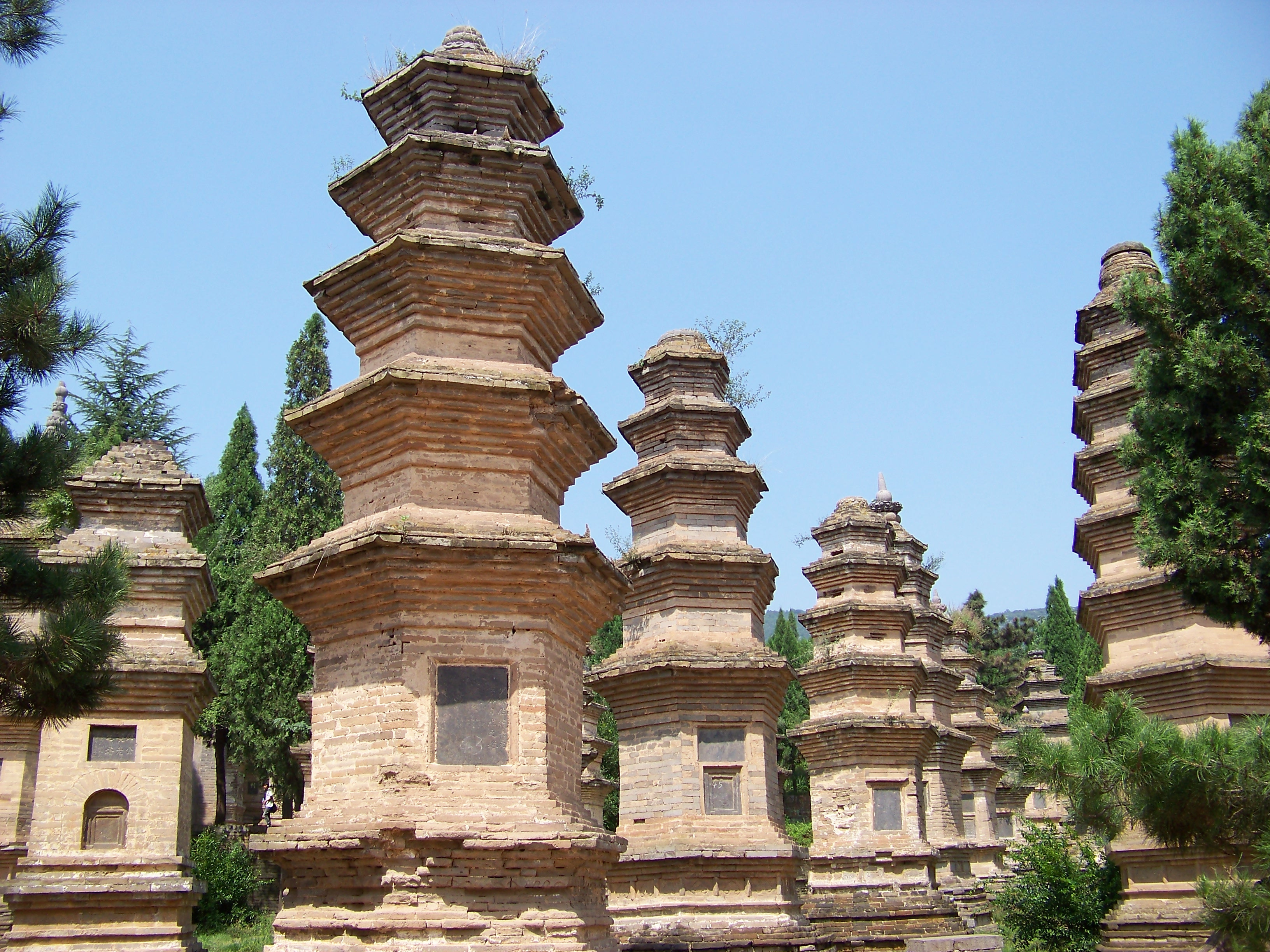
Bosc de pagodes del temple Shaolin
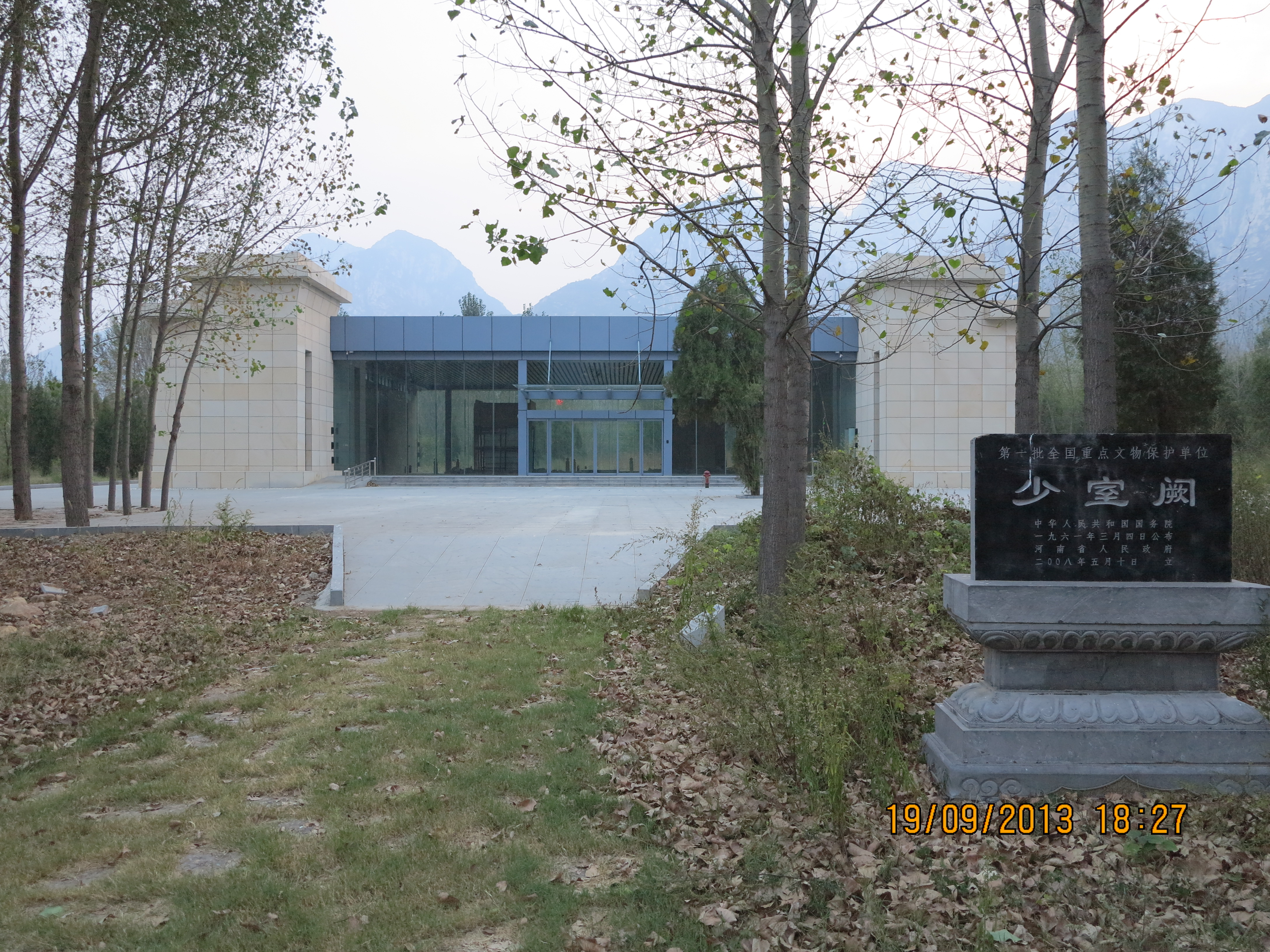
Shaoshi Que
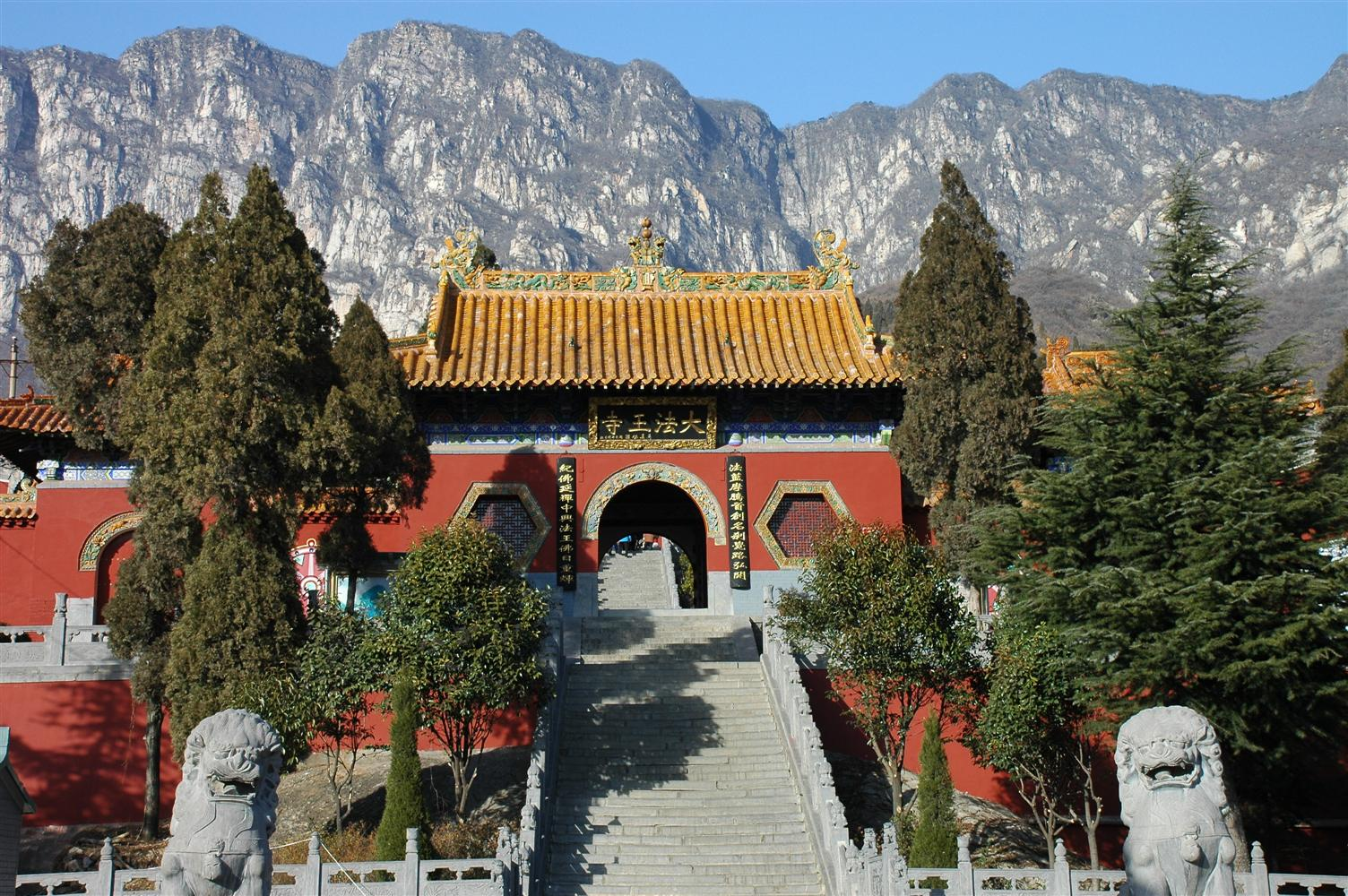
Temple Fawang
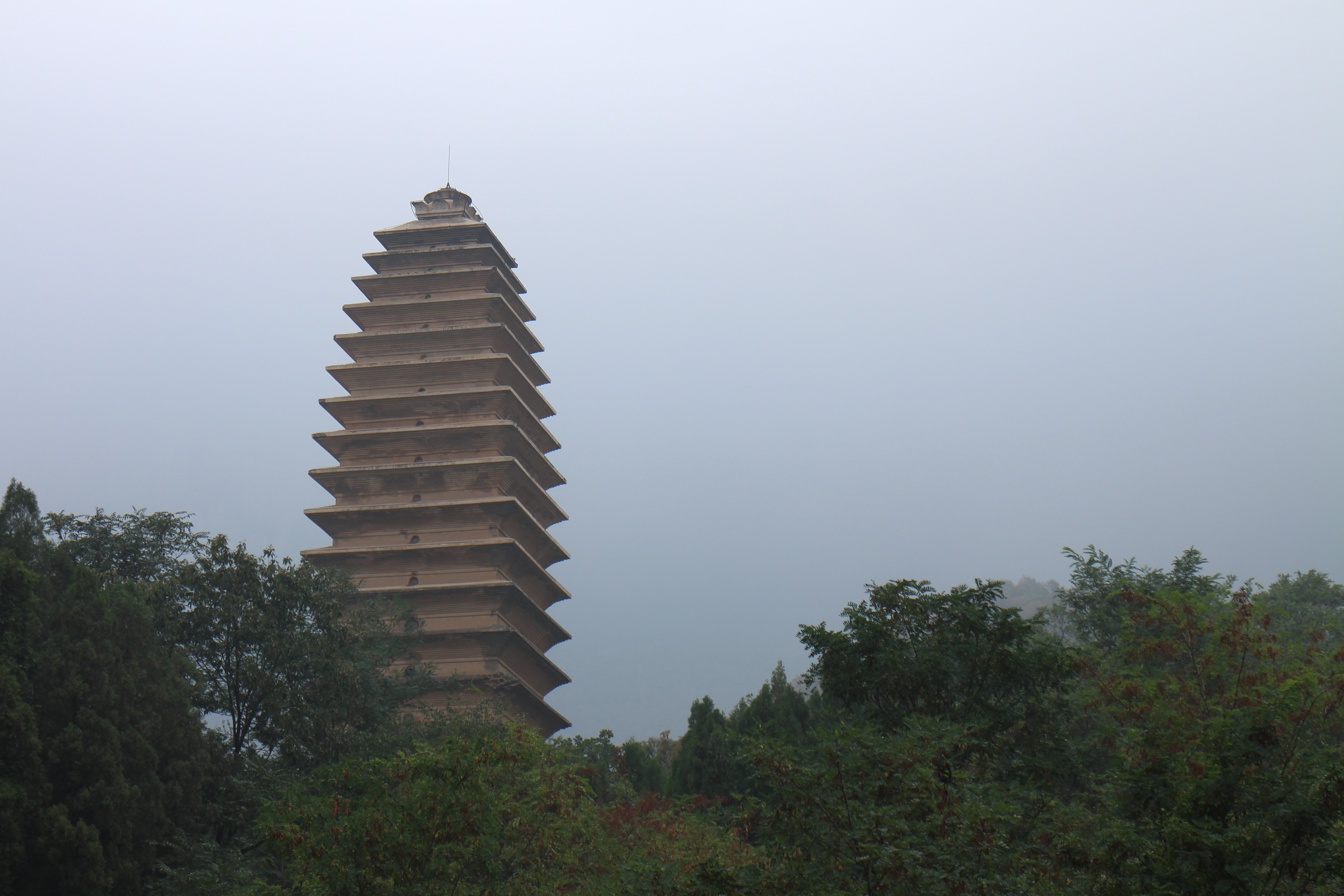
Pagoda del temple Fawang
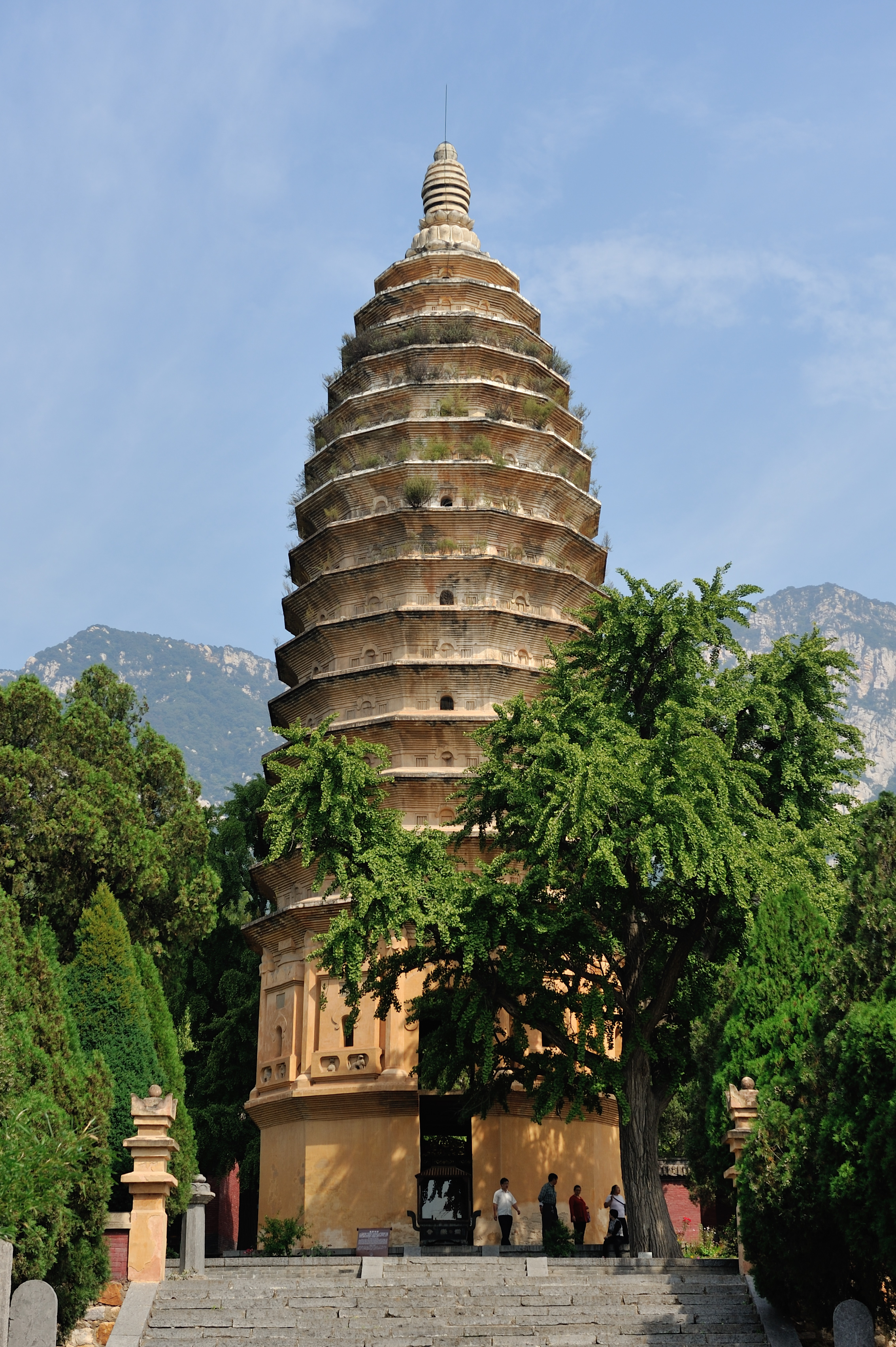
Pagoda del temple Songyue
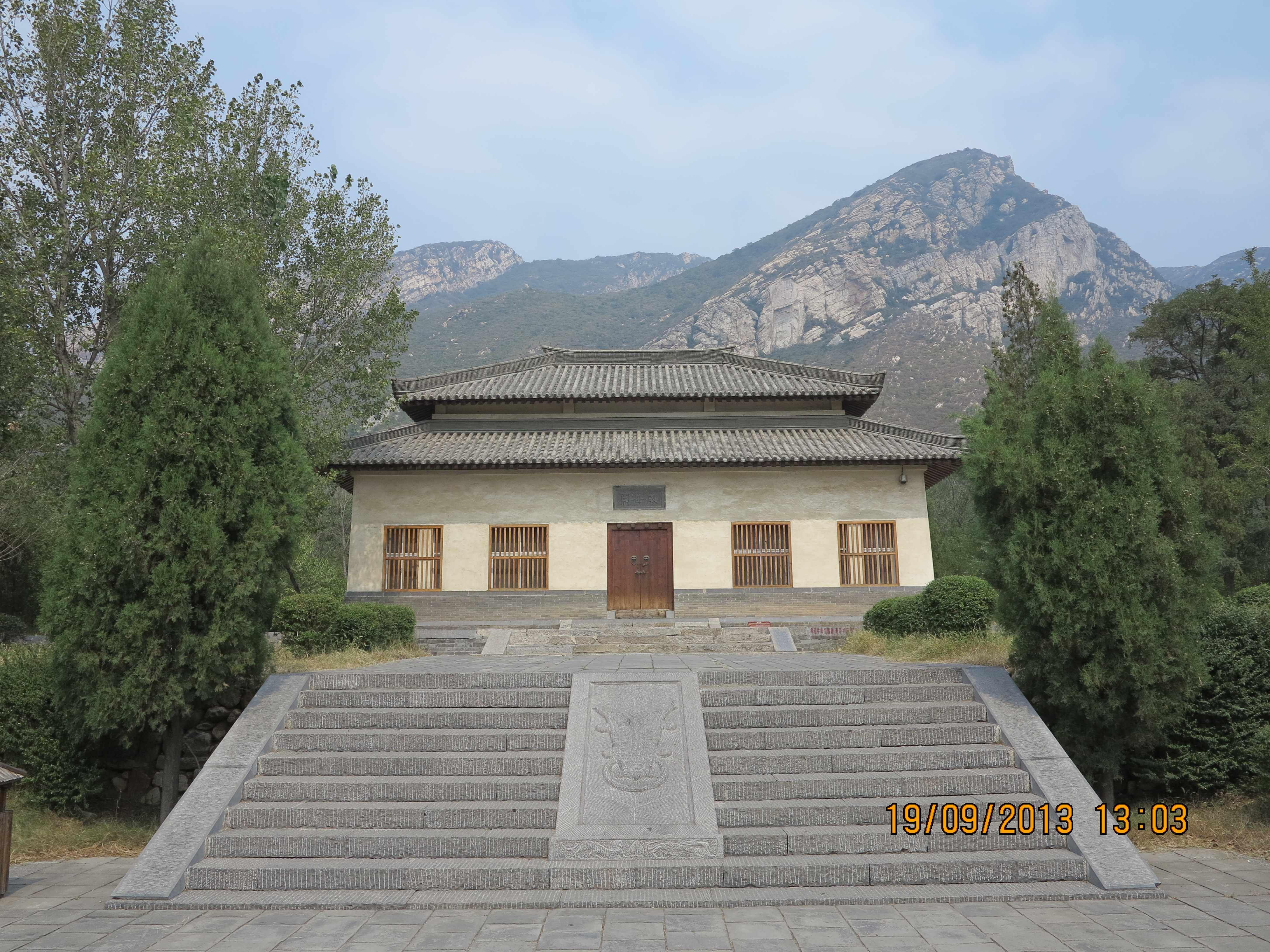
Taishi Que
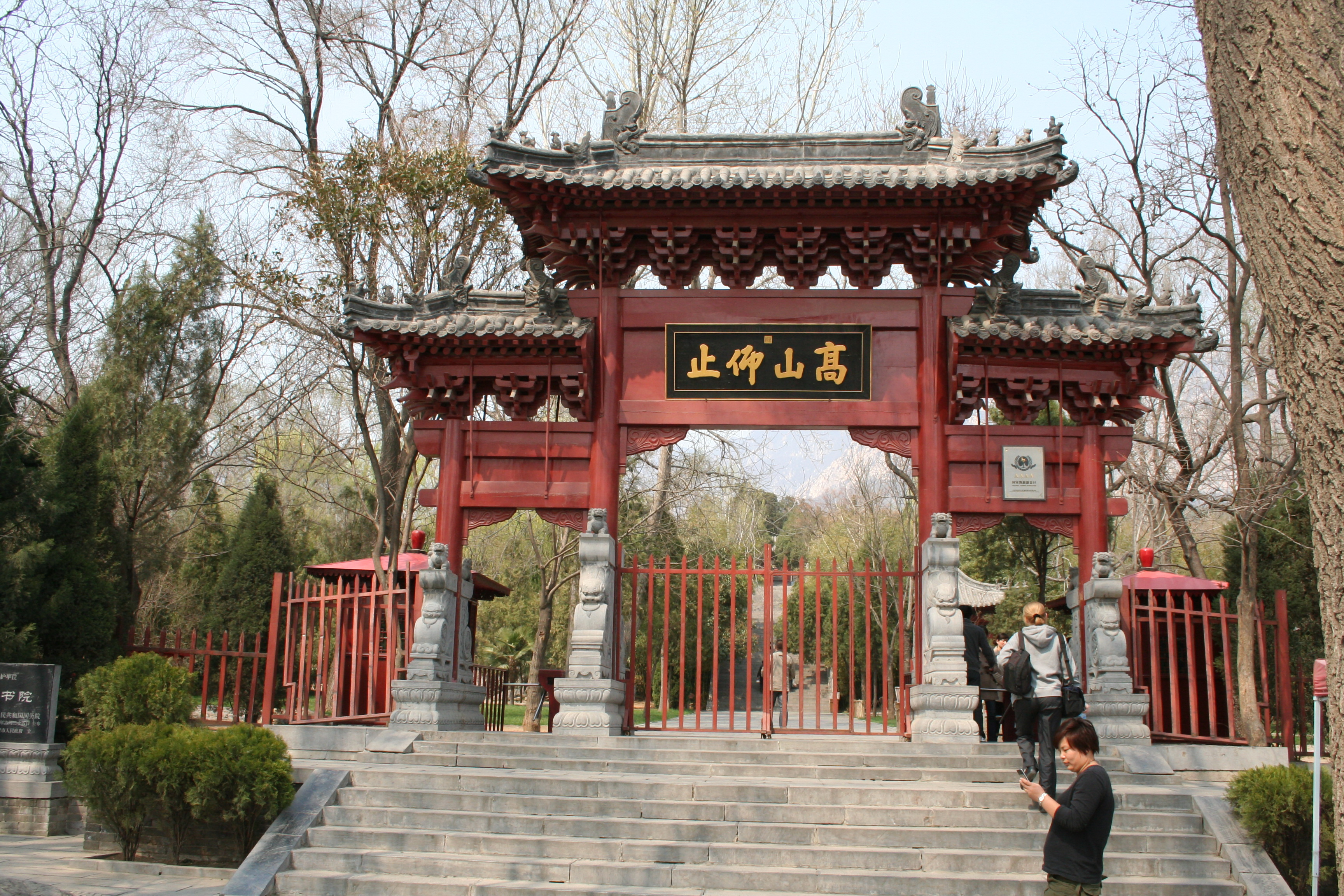
Acadèmia Songyang
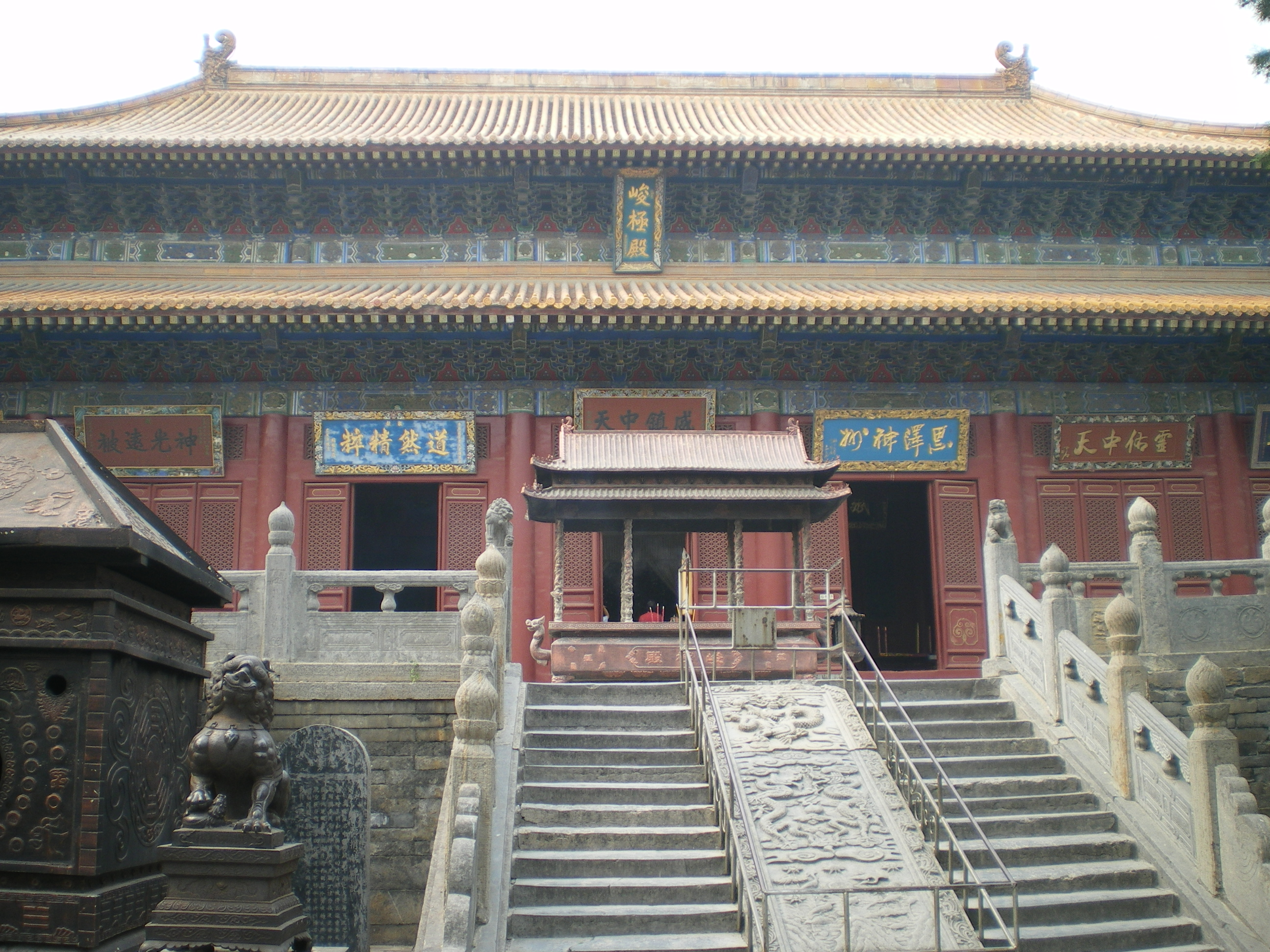
Temple Zhongyue
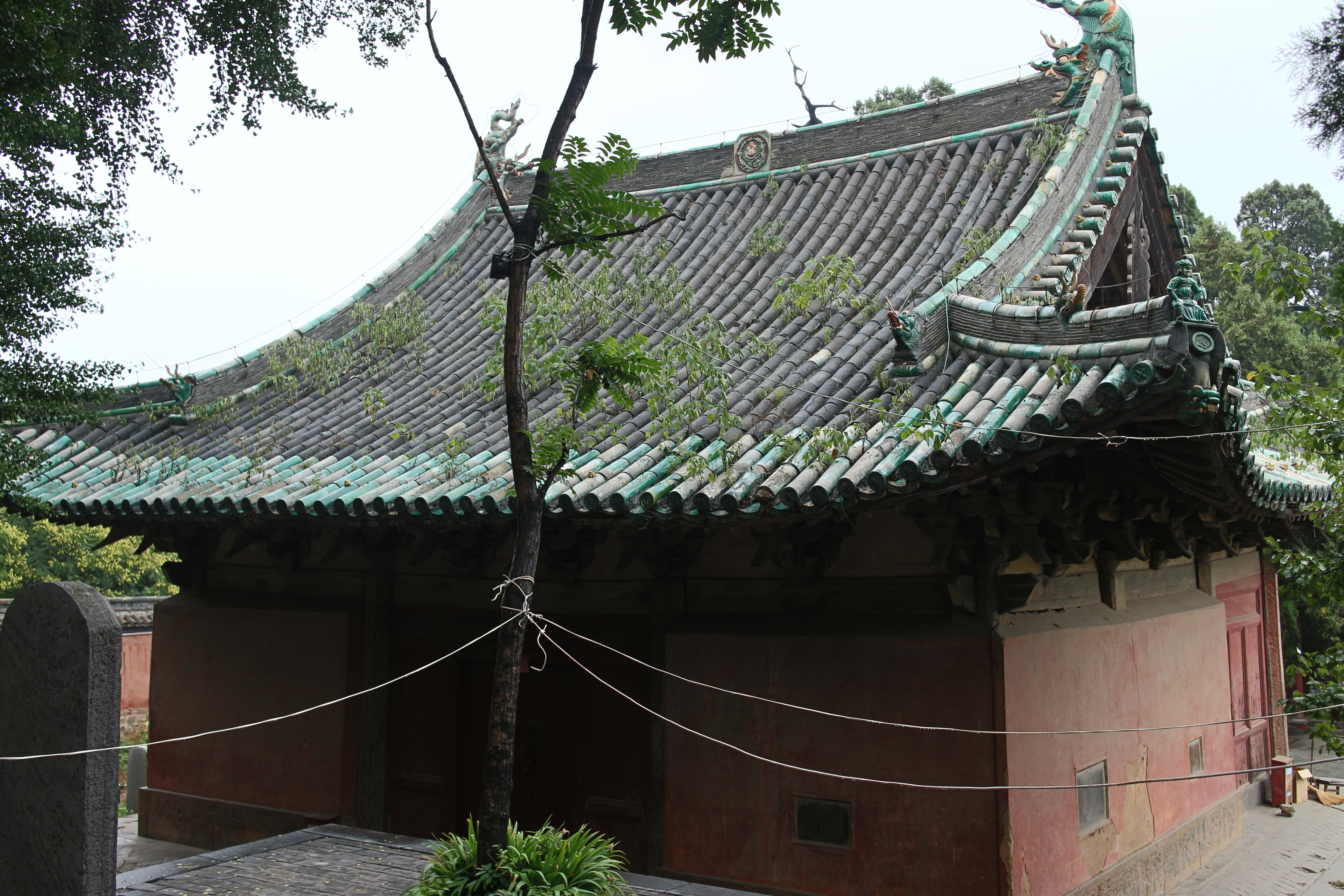
Temple Chuzu